# Список научных публикаций Альберта Эйнштейна

Альберт Эйнштейн (1879—1955) — физик-теоретик, который наиболее известен как разработчик специальной и общей теорий относительности. Он также внёс большой вклад в развитие статистической механики, особенно изучение броуновского движения, разрешение противоречий между теорией теплоёмкости и экспериментальными данными, установил связь между флуктуацией и диссипацией. Несмотря на его оговорки относительно трактовок, Эйнштейн также внёс значительный вклад в квантовую механику и, косвенно, квантовую теорию поля (в основном благодаря его теоретическому изучению фотона).

## Основные темы и хронология
Приводимая ниже хронология основных научных открытий Эйнштейна предоставляет контекст для перечисленных далее его публикаций и описывает основные темы, которым посвящены его работы.
- В 1905 году Эйнштейн разработал специальную теорию относительности, которая примирила Принцип относительности Галилея и наблюдаемое постоянство скорости света (парадокс физики XIX века). Ныне специальная теория относительности является основополагающим принципом физики. Её противоречащие интуиции предсказания того, что движущиеся часы идут медленнее, что движущиеся объекты сокращаются по оси движения, что порядок событий не является абсолютным были подтверждены экспериментально. Её соотношение E = mc², утверждающее, что любое вещество заключает в себе энергию, пропорциональную его массе, было впоследствии подтверждено наличием дефекта массы в атомном ядре. Исходя из дефекта массы можно оценить энергию, получаемую при ядерных реакциях, что существенно как для ядерной энергетики, так и для ядерного оружия.
- Также в 1905 году Эйнштейн разработал теорию броуновского движения в терминах флуктуаций числа молекулярных столкновений, что предоставило ещё одно подтверждение тому, что материя состоит из атомов. Несколькими неделями ранее он вывел соотношение Эйнштейна для диффузии, которое явилось первым вариантом более общей флуктуационно-диссипационной теоремы и дало хорошую оценку Числа Авогадро.
- Ещё в 1905 году Эйнштейн предположил существование фотона — элементарной частицы, связанной с электромагнитным излучением, что стало основой квантовой механики. В 1909 году Эйнштейн показал, что у фотона есть и импульс, и энергия, и что таким образом электромагнитное излучение должно обладать, если верна формула Планка, свойствами как волны, так и частицы. Это было предтечей принципа корпускулярно-волнового дуализма.
- В 1909 и 1911 годах Эйнштейн разработал первую квантовую теорию теплоёмкости, обобщив формулу Планка. Его теория разрешила парадокс физики XIX века, связанный с тем, что теплоёмкость зачастую оказывается меньше предсказываемой классической физикой. Его работа была первой, продемонстрировавшей фундаментальность для физики найденного Планком соотношения E=hν и показавшей, что оно относится не только к абсолютно чёрному телу.
- С 1907 по 1915 годы Эйнштейн разработал общую теорию относительности — классическую теорию гравитационных полей, ставшую краеугольным камнем современных астрофизики и космологии. Общая теория относительности базируется на идее о том, что время и пространство динамически взаимодействуют с материей и энергией, что привело к предсказанию многих удивительных вещей: гравитационное замедление времени, увлечение инерциальных систем отсчёта, чёрные дыры, гравитационные волны.
- В 1917 году Эйнштейн опубликовал идею того, что стало известным как метод Эйнштейна-Бриллюэна-Келлера нахождения квантово-механических версий классических систем. Простейшим и самым изместным примером её применения является Боровская модель атома, однако этот метод предсказал и существование более сложных систем — таких, как двуядерные ионы H2+ и HeH2+.
- В 1918 году Эйнштейн разработал общую теорию процесса, в результате которого атомы испускают и поглощают электромагнитное излучение, что явилось основой лазеров (вынужденное излучение) и стимулировало развитие современной квантовой электродинамики.
- В 1924 году, совместно с Шатьендранатом Бозе, Эйнштейн разработал статистику Бозе — Эйнштейна и конденсат Бозе — Эйнштейна, что сформировало основу для объяснения сверхтекучести и сверхпроводимости.
- В 1935 году совместно с Борисом Подольским и Натаном Розеном Эйнштейн описал мысленный эксперимент, впоследствии ставший известным как «парадокс Эйнштейна — Подольского — Розена». На основании этого мысленного эксперимента Эйнштейн, Подольский и Розен сделали вывод о неполноте квантовой теории.
- В последние тридцать лет своей жизни Эйнштейн исследовал вопрос о том, могут ли различные версии единой теории поля классической физики быть применены к ситуации, когда в рассмотрение берутся и электродинамика, и гравитация, а также, возможно, и квантовая механика. Однако его попытки были безуспешными, так как эти теории не имели подтверждений экспериментальными наблюдениями.

## Опубликованные работы А. Эйнштейна
Ниже приведён перечень опубликованных работ А. Эйнштейна. Работы, написанные совместно с другими авторами, выделены цветом. В этом случае соавторы указаны в колонке примечаний.
В первой колонке приведены номера работ, согласно перечням:
- Ш — перечень Пауля Шлиппа, приведённый в библиографии к книге «Альберт Эйнштейн. Философ-учёный»[1] из серии «Библиотека современных философов» на с. 694—730;
- ИС — избранные работы Эйнштейна (Collected Papers of Albert Einstein[англ.][2]), опубликованные издательством Princeton University Press.

В той же колонке указан источник русского перевода статьи, если таковой имеется:
- СНТ — «Сборник научных трудов» в 4 томах[3];
- ЭС — «Эйнштейновский сборник» с указанием года[4][5][6][7][8][9][10][11][12].

Жирным шрифтом выделен номер тома соответствующего издания. Через дефис указаны номера страниц, где помещена данная работа.
Во второй колонке указано название статьи на языке публикации. Ниже в рамке приведено русско- или англоязычное название статьи. Русскоязычное название соответствует названию опубликованного русского перевода статьи (в этом случае указан источник, где опубликован перевод), либо является прямым переводом оригинального названия (если русский перевод не опубликован или не был доступен авторам и редакторам настоящего списка). Английский перевод названия взят из соответствующей статьи англоязычной Википедии.

### Журнальные статьи
| Следствия из явлений капиллярности |

| О термодинамической теории разности потенциалов между металлами и полностью диссоциированными растворами их солей и об электрическом методе исследования молекулярных сил |

| Кинетическая теория теплового равновесия и второго начала термодинамики |

| Теория основ термодинамики |

| К общей молекулярной теории теплоты |

| Review of Giuseppe Belluzzo: «Principles of Graphic Thermodynamics» |

| Review of Albert Fliegner: «On Clausius’s Law of Entropy» |

| Review of Nikolay Nikolayevich Schiller: «Some Concerns Regarding the Theory of Entropy Increase Due to the Diffusion of Gases Where the Initial Pressures of the Latter Are Equal» |

| Review of Jakob Johann Weyrauch: «On the specific Heats of Superheated Water Vapor» |

| Review of Jacobus Henricus van’t Hoff: «The Influence of the Change in Specific Heat on the Work of Conversion» |

| Review of Arturo Giammarco: «A Case of Corresponding States in Thermodynamics» |

| Об одной эвристической точке зрения, касающейся возникновения и превращения света |

| О движении взвешенных в покоящейся жидкости частиц, требуемом молекулярно-кинетической теорией теплоты |

| Review of Karl Fredrik Slotte: «On the Heat of Fusion» |

| Review of Karl Fredrik Slotte: «Conclusions Drawn from a Thermodynamic Equation» |

| Review of Emile Mathias: «The Constant a of Rectilinear Diameters and the Laws of Corresponding States» |

| Review of Paul Langevin: «On a Fundamental Formula of the Kinetic Theory» |

| К электродинамике движущихся тел |

| Зависит ли масса тела от содержащейся в нём энергии? |

| Review of Heinrich Birven: Fundamentals of the Mechanical Theory of Heat |

| Review of Auguste Ponsot: «Heat in the Displacement of the Equilibrium of a Capillary System» |

| Review of Karl Bohlin: «On Impact Considered as the Basis of Kinetic Theories of Gas Pressure and of Universal Gravitation» |

| Review of Georges Meslin: «On the Constant in Mariotte and GayLussac’s Law» |

| Review of Albert Fliegner: "The Efflux of Hot Water from Container Orifices |

| Review of Jakob Johann Weyrauch: «An Outline of the Theory of Heat. With Numerous Examples and Applications. Part 1 |

| Review of Albert Fliegner: „On the Thermal Value of Chemical Processes“ |

| Новое определение размеров молекул |

| К теории броуновского движения |

| К теории возникновения и поглощения света |

| Закон сохранения движения центра тяжести и инерция энергии |

| О методе определения соотношения между поперечной и продольной массами электрона |

| Review of Max Planck: Lectures on the Theory of Thermal Radiation |

| Теория излучения Планка и теория удельной теплоёмкости |

| О границе применимости теоремы о термодинамическом равновесии и о возможности нового определения элементарных квантов |

| О возможности нового доказательства принципа относительности |

| По поводу заметки Пауля Эренфеста „Поступательное движение деформирумых электронов и теорема площадей“ |

| Об инерции энергии, требуемой принципом относительности |

| Review of Jakob Johann Weyrauch: An Outline of the Theory of Heat. With Numerous Examples and Applications. Part 2. |

| О принципе относительности и его следствиях |

| Теоретические замечания о броуновском движении |

| Об основных электродинамических уравнениях движущегося тела |

| О пондеромоторных силах, действующих в электрическом поле на покоящиеся тела |

| Новый электростатический метод измерения малых количеств электричества |

| Элементарная теория броуновского движения |

| Замечания к нашей работе „Об основных электродинамических уравнениях для движущихся тел“ |

| Замечания к работе Мириманова „Об основных уравнениях…“ |

| К современному состоянию проблемы излучения |

| К современному состоянию проблемы излучения |

| О развитии наших взглядов на сущность и структуру излучения |

| Об одной теореме теории вероятностей и её применении в теории излучения |

| Статистическое исследование движения резонатора в поле излучения |

| Теория опалесценции в однородных жидкостях и жидких смесях вблизи критического состояния |

| Принцип относительности и его следствия в современной физике |

| Теория квантов света и проблема локализации магнитной энергии |

| О пондеромоторных силах, действующих на ферромагнитные проводники с током, помещённые в магнитное поле СНТ3,240-241 |

| Замечание к закону Этвеша |

| Связь между упругими свойствами и удельной теплоёмкостью твёрдых тел с одноатомными молекулами |

| Замечания к работам П. Герца: «О механических основах термодинамики» |

| Correction to My Paper: A New Determination of Molecular Dimensions |

| Элементарное рассмотрение теплового движения молекул в твёрдых телах |

| О влиянии силы тяжести на распространение света |

| Теория относительности |

| О парадоксе Эренфеста |

| Термодинамическое обоснование закона фотохимического эквивалента |

| Скорость света и статическое гравитационное поле |

| К теории статического гравитационного поля |

| Ответ на замечание И. Штарка «О применении элементарного закона Планка…» |

| Относительность и гравитация |

| Comment on Abraham’s Preceding Discussion 'Once Again, Relativity and Gravitation |

| Существует ли гравитационное воздействие, аналогичное электродинамической индукции? |

| Проект обобщённой теории относительности и теории тяготения |

| Некоторые аргументы в пользу гипотезы о молекулярном возбуждении при абсолютном нуле |

| Термодинамический вывод закона фотохимического эквивалента |

| Физические основы теории гравитации |

| Max Planck as Scientist |

| К современному состоянию проблемы тяготения |

| Теория гравитации Нордстрема с точки зрения абсолютного дифференциального исчисления |

| Physical Foundations of a Theory of Gravitation§ |

| Замечания к статье Гарцера «Увлечение света в стекле и аберрация»§ |

| Answer to P. Harzer’s Reply§ |

| On the Present Status of the Problem of Specific Heats§ |

| К квантовой теории§ |

| К теории гравитации |

| Review of H. A. Lorentz: The Principle of Relativity§ |

| Дополнительный ответ на вопрос Рейснера |

| Принципиальные вопросы обобщённой теории относительности и теории гравитации |

| Inaugural Address§ |

| Формальные основы общей теории относительности§ |

| К проблеме относительности |

| Physical Foundations and Suggestive Thoughts for a Gravitational Theory§ |

| Gravitational Theory§ |

| О принципе относительности |

| Ковариантные свойства уравнений поля в теории тяготения, основанной на общей теории относительности |

| Experimental Proof of the Existence of Ampère’s Molecular Currents |

| Ответ на статью М. Лауэ «Теорема теории вероятностей и её применение к теории излучения» |

| Экспериментальное доказательство молекулярных токов Ампера |

| Экспериментальное доказательство существования молекулярных токов Ампера |

| Fundamental Ideas of the General Theory of Relativity and the Application of this Theory in Astronomy§ |

| К общей теории относительности К общей теории относительности (дополнение) |

| Объяснение движения перигелия Меркурия в общей теории относительности |

| Уравнения гравитационного поля |

| Основы общей теории относительности |

| О статье Ф. Коттлера «Гипотеза эквивалентности Эйнштейна и гравитация» |

| Простой эксперимент для доказательства молекулярных токов Ампера |

| Испускание и поглощение излучения по квантовой теории |

| К квантовой теории излучения |

| Review of H. A. Lorentz: Statistical Theories in Thermodynamics: Five Lectures… |

| Elementary Theory of Water Waves and of Flight |

| Новое формальное истолкование электродинамических уравнений Максвелла |

| Some Intuitive Considerations from the Field of Relativity Theory§ |

| Приближённое интегрирование уравнений гравитационного поля |

| Memorial Lecture on Karl Schwarzschild |

| Принцип Гамильтона и общая теория относительности |

| On the Quantum Theorem of Sommerfeld and Epstein |

| Review of Hermann von Helmholtz: Two Lectures on Goethe |

| On the Quantum Theory of Radiation |

| Вопросы космологии и общая теория относительности |

| A Derivation of Jacobi’s Theorem |

| Friedrich Adler as a Physicist§ |

| Принципиальное содержание общей теории относительности |

| Is It Possible to Determine Experimentally the X-Ray Refractive Indices of Solids? |

| Comment on E. Gehrcke’s Note: On the Aether |

| Review of Hermann Weyl, Space-Time-Matter: Lectures on General Relativity |

| Диалог по поводу возражений против теории относительности |

| Замечания к работе Э. Шредингера «Компоненты энергии гравитационного поля» |

| Замечания к заметке Э. Шредингера «О системе решений общековариантных уравнений гравитации» |

| О гравитационных волнах |

| Критические замечания к решению де Ситтера уравнений гравитационного поля |

| Закон сохранения энергии в общей теории относительности |

| Доказательство общей теории относительности |

| Играют ли гравитационные поля существенную роль в построении элементарных частиц материи? |

| Замечания о периодических изменениях длины лунного месяца, до сих пор казавшихся необъяснимыми механикой Ньютона |

| Field Equations of the General Theory of Relativity in Respect to the Cosmological Problem and the Problem of the Constitution of Matter§ |

| Что такое теория относительности? |

| Leo Arons as Physicist |

| Comment on the Paper by W. R. Hess: Contribution to the Theory of the Viscosity of Heterogeneous Systems |

| To What Extent Can Modern Gravitational Theory Be Established without Relativity? |

| Moment of Inertia of the Hydrogen Molecule§ |

| Propagation of Sound in Partly Dissociated Gases |

| Эфир и теория относительности |

| Ответ на статью Рейхенбаха |

| Мой ответ. По поводу антирелятивистского акционерного общества |

| Geometry and Experience |

| On a Natural Addition to the Foundation of the General Theory of Relativity |

| On an Experiment Concerning the Elementary Process of Light Emission |

| Observation of the Paper of Selety: Contributions to the Cosmological Problem§ |

| Review of W. Pauli: Relativity Theory§ |

| Emil Warburg as Researcher§ |

| Theory of the Propagation of Light in Dispersive Media§ |

| Observation on the Work of E. Trefftz: Static Gravitational Field of Two Point Masses§ |

| Quantum Mechanical Observations on the Experiment of Stern and Gerlach§ |

| Observation on the Paper of A. Friedmann: On the Curvature of Space§ |

| Observation on the Note of W. Anderson: New Explanation of the Continuous Spectrum of the Corona§ |

| Experimental Determination of the Pore Diameter in Filters§ |

| Proof of the Non-Existence of an Everywhere-Regular Centrally Symmetric Field According to the Field Theory of Kaluza§ |

| On the General Theory of Relativity§ |

| On Affine Field Theory§ |

| Does Field Theory Offer Possibilities for Solving the Quantum Problem?§ |

| Theory of Relativity§ |

| Quantum Theory of the Equilibrium of Radiation§ |

| Response to an Observation of W. Anderson§ |

| The Compton Experiment§ |

| On the 100th Anniversary of Lord Kelvin’s Birth§ |

| Quantum Theory of the Monatomic Ideal Gas§ |

| On the Aether§ |

| Theory of Radiometer Forces§ |

| Thermal Equilibrium in the Radiation Field in the Presence of Matter |

| The Electron and The General Theory of Relativity§ |

| Quantum Theory of the Monatomic Ideal Gas, Part II§ |

| Quantum theory of Ideal Gases§ |

| Unified Field Theory of Gravity and Electricity§ |

| Observation on P. Jordan’s Work: Theory of Quantum Radiation§ |

| Origin of River-Meanders and the So-Called Law of Baer§ |

| Suggestion for an Experiment Concerning the Nature of the Elementary Process of Emitting Light§ |

| Interference Properties of Light Emitted by Canal Rays§ |

| Non-Euclidean Geometry and Physics§ |

| Influence of the Earth’s Motion on the Speed of Light Relative to Earth§ |

| Formal Relationship of the Riemannian Curvature Tensor to the Field Equations of Gravity§ |

| Newton’s Mechanics and its Influence on the Formation of Theoretical Physics§ |

| On the 200th Anniversary of Newton’s Death§ |

| Kaluza’s Theory of the Connection between Gravity and Electricity§ |

| General Theory of Relativity and the Law of Motion§ |

| Theoretical and Experimental [Aspects] to the Question of the Generation of Light§ |

| Riemannian Geometry with Preservation of the Concept of Distant Parallelism§ |

| New Possibility for a Unified Field Theory of Gravity and Electricity§ |

| Concerning «The Relativistic Deeduction» by M. E. Meyerson§ |

| Address to Prof. Planck [upon receiving the Planck medal]§ |

| Unified Field Theory§ |

| Unified Field Theory and Hamilton’s Principle§ |

| On the Unified Theory of Fields§ |

| Special Session of the Scientific Society of Argentina§ |

| On Kepler§ |

| The Problems of Space, Fields and Aether in Physics§ |

| Space, Aether and Field in Physics§ |

| Unified theory of the physical field§ |

| A Unified Field Theory Based on the Riemannian Metric and Distant Parallelism§ |

| The Space-Time Problem§ |

| Review of S. Weinberg: Theory of Knowledge§ |

| Consistency of the Field Equations in the Unified Field Theory§ |

| Two Strictly Static Solutions of the Field Equations of the Unified Field Theory§ |

| Theory of Spaces with a Riemannian Metric and Distant Parallelism§ |

| On the Present Status of the General Theory of Relativity§ |

| On the Cosmological Problem of the General Theory of Relativity§ |

| Systematic Investigation of Consistent Field Equations That Can Be Posited in a Riemannian Space with Distant Parallelism§ |

| Unified Field Theory of Gravity and Electricity§ |

| In Remembrance of Albert A. Michelson§ |

| On Dr. Berliner’s 70th Birthday§ |

| Present Status of Relativity Theory§ |

| Unified Field Theory of Gravity and Electricity, Part II§ |

| Semi-Vectors and Spinors§ |

| Uncertainty Relations§ |

| Dirac Equations for Semi-Vectors§ |

| Division of the Most Natural Field-Equations for Semi-Vectors in Spinor Equations of the Dirac Type§ |

| Representation of Semi-Vectors as Ordinary Vectors with Unusual Differentiation Properties§ |

| Physics and Reality§ |

| Quantum mechanics and reality§ |

| In memory of Max Planck§ |

### Главы в книгах
With the exception of publication Ш 288, the following book chapters were written by Einstein; he had no co-authors. Given that most of the chapters are already in English, the English translations are not given their own columns, but are provided in parentheses after the original title; this helps the table to fit within the margins of the page.
| Present State of the Problem of Specific Heats§) |

| Reports of the 1st Solvay Conference of Physics§ |

| Theoretical Atomic Science§) |

| Physics§ |

| Теория относительности§ |

| Физика§ |

| Foreword |

| Foundations of Einstein’s Gravitational Theory§ |

| Motives for Research |

| Talks in Honor of Max Planck’s 60th Birthday§ |

| Simple Application of Newton’s Law of Gravitation to Spherical Collections of Stars§ |

| Celebratory Work for the 10th Anniversary of the Kaiser Wilhelm Society§ |

| Theoretical Observations on the Superconductivity of Metals§ |

| A Book Honoring H. Kamerlingh Onnes§ |

| Preface§ |

| Appendix: Eddington’s Theory and Hamilton’s Principle§ |

| Relativity Theory, Treated Mathematically§ |

| Theoretical Atomic Science§ |

| Physics, 2nd edition§ |

| Relativity theory§ |

| Physics, 2nd edition§ |

| The Special Theory of Relativity§ |

| On the Present Status of Field Theory§ |

| Celebratory Work for Dr. A. Studola§ |

| Foreword§ |

| Boundary Surface Processes in Biological and Inorganic Nature§ |

### Книги
With the exception of publication Ш 278, the following books were written by Einstein; he had no co-authors.
| A New Determination of Molecular Dimensions |

| Foundations of the General Theory of Relativity§ |

| О специальной и общей теории относительности (общедоступное изложение) |

| On the Special and General Theory of Relativity (A Popular Account) |

| On the Special and General Theory of Relativity (A Popular Account) |

| Aether and Relativity Theory: A Talk Given on May 5, 1920 at the University of Leiden§ |

| Geometry and Experience: Expanded Edition of the Celebratory Lecture Given at the Prussian Academy§ |

| Four Lectures on Relativity Theory, Given in May 1921 at Princeton University§ |

| Investigations of Brownian Motion§ |

| Fundamental Ideas and Problems of Relativity Theory§ |

| Foundations of the General Theory of Relativity§ |

| Physics as an Adventure of the Mind§ |

### Переводы, одобренные Эйнштейном
The following translations of his work were authorized by Einstein.
| Index | Year | Book title                                                                                          | Translator               | Publisher (Location)                   | Classification and notes |
| ----- | ---- | --------------------------------------------------------------------------------------------------- | ------------------------ | -------------------------------------- | --- |
| Ш 128 | 1920 | The Principle of Relativity: Original Papers                                                        | MN Saha and SN Bose      | University of Calcutta (Kolkata)       | Специальная и Общая теория относительности Includes English translations of (journal) publications Ш 9 and 89, with a historical introduction by PC Mahalanobis. The work of Hermann Minkowski is also included. |
| Ш 130 | 1920 | Relativity, the Special and the General Theory: A Popular Exposition                                | Robert W Lawson          | Methuen (London)                       | Специальная и Общая теория относительности. Authorized translation of the 5th German edition of Ueber die spezielle und die allgemeine Relativitaetstheorie, gemeinverstaendlich (cf. publications Ш 102, 110, 129). The text also includes Dr. Lawson’s biographical sketch of Albert Einstein, a short bibliography on relativity theory and an appendix written for this edition entitled «Experimental confirmation of the general theory of relativity». Up to 10 editions were published by Methuen, the last in 1931. |
| Ш 137 | 1921 | Relativity, the Special and the General Theory: A Popular Exposition                                | RW Lawson                | Holt (New York)                        | Специальная и Общая теория относительности. Effectively the same as publication Ш 130. Later imprints were Smith (New York, 1931) and Hartsdale House, Inc. (New York, 1947). |
| Ш 138 | 1921 | Teoria de la relatividad especial y general                                                         | F. Lorente de Nó         | Peláez (Toledo)                        | Специальная and Общая теория относительности. Spanish translation of publication Ш 129. Two later editions were Ruiz de Lara (Cuenca, 1923) and Medina (Toledo, 1925). |
| Ш 139 | 1921 | Sulla teoria speciale e generale della relatività: Volgarizzione                                    | G. L. Calisse            | Zanichelli (Bologna)                   | Специальная and Общая теория относительности. Italian translation of publication Ш 129. |
| Ш 140 | 1921 | Teoriia Otnositel’nosti: Obshchedostypnoe Izlozhenie                                                | G. B. Itel’son           | Slowo (Berlin)                         | Специальная and Общая теория относительности. Russian translation of publication Ш 129. Re-published in 1922 with the same imprint. |
| Ш 141 | 1921 | La théorie de la relativité restreinte et géneralisée                                               | Mlle. J. Rouviere        | Gauthier (Paris)                       | Специальная and Общая теория относительности. French translation of publication Ш 129. |
| Ш 142 | 1921 | The Meaning of Relativity: Four Lectures Delivered at Princeton University                          | Edwin P. Adams           | Princeton University Press (Princeton) | Специальная and Общая теория относительности Reprinted in 1922 and 1923. Also released in 1922 and 1924 under the imprint Methuen (London). Translations are found in publications Ш 166, 167, and 179, whereas the German text is listed as publication Ш 156. A second edition was also released; see publication Ш 297. |
| Ш 144 | 1921 | La géometrie et l’expérience                                                                        | Maurice Solovine         | Gauthier (Paris)                       | Общая теория относительности. French translation of publication Ш 143. A second edition was also published by Gauthier in 1934. |
| Ш 145 | 1921 | L'éther et la théorie de la relativité                                                              | Maurice Solovine         | Gauthier (Paris)                       | Специальная and Общая теория относительности. French translation of publication Ш 131. Reprinted in 1925. |
| Ш 152 | 1922 | Sidelights on Relativity: I. Ether and Relativity. II. Geometry and Experience                      | GB Jeffrey and W Perrett | Methuen (London)                       | Специальная and Общая теория относительности. Translation of publications Ш 131 and 143. Republished in 1923 by Dutton (New York) imprint. The second part, Geometry and Experience, was published separately in 1947 as chapter 8 of Methods of the sciences from the Chicago University. |
| Ш 153 | 1922 | Prospettive Relativistiche dell’Etere e della Geometria                                             | R. Cantù and T. Bembo    | Andare (Milano)                        | Специальная and Общая теория относительности. Italian translation of publications Ш 131 and 143. |
| Ш 154 | 1922 | A Különleges és az Általános Relativitás, Elmélete                                                  | Unknown                  | Patheon irodalmi (Budapest)            | Специальная and Общая теория относительности. Hungarian translation of publication Ш 129. |
| Ш 155 | 1922 | O Fizicheskoi Prirodie Prostranstva                                                                 | GB Itel’son              | Slowo (Berlin)                         | Специальная and Общая теория относительности. Russian translation of publications Ш 131 and Ш 143 under the title «Physical nature of space». |
| Ш 166 | 1923 | Cztery odczyty o teorji Wzglednosci wygloszone w 1921 na Uniwersytecie w Princeton                  | A Gottfryda              | Renaissance-Verlag (Vienna)            | Специальная and Общая теория относительности. Polish translation of publication Ш 142. |
| Ш 167 | 1923 | Matematicheskija Osnovy Teorii Otnositel’nosti                                                      | GB Itel’son              | Slowo (Berlin)                         | Специальная and Общая теория относительности. Russian translation of publication Ш 142. |
| Ш 169 | 1923 | [A Popular Exposition of the Special and General Theories of Relativity]                            | Unknown                  | Gitlina (Warsaw)                       | Специальная and Общая теория относительности. Yiddish translation (in Hebrew characters) of publication Ш 129. |
| Ш 179 | 1924 | Quatre conférences sur la théorie de la relativité, faîtes à l’université de Princeton              | Maurice Solovine         | Gauthier (Paris)                       | Специальная and Общая теория относительности. French translation of publication Ш 142. A second printing was dated 1925. |
| Ш 189 | 1925 | Sur l'électrodynamique des corps en mouvement                                                       | Maurice Solovine         | Gauthier (Paris)                       | Специальная теория относительности. French translation of publications Ш 9 and 10, part of the series Maîtres de la pensée scientifique. |
| Ш 198 | 1926 | Investigations on the Theory of the Brownian Movement (R. Fürth, ed.)                               | AD Cowper                | Methuen (London)                       | Статистическая механика. English translation of publication Ш 157. Also published under the Dutton imprint in New York. |
| Ш 215 | 1928 | Al Torath Ha-Yahasiuth Ha-Peratith Weha-Kelalith (Harzaah Popularith)                               | Jacob Greenberg          | Dvir (Tel Aviv)                        | Специальная and Общая теория относительности. Hebrew translation of publication Ш 129. |
| Ш 280 | 1938 | Drie Eeuwen Physica van Galilei tot Relativiteitstheorie en Quantumtheorie                          | MC Geerling              | Centen (Amsterdam)                     | История физики. Dutch translation of publication Ш 279. |
| Ш 281 | 1938 | L'évolution des idées en physique des premiers concepts aux théories de la relativité et des quanta | Maurice Solovine         | Flammarion (Paris)                     | История физики. French translation of publication Ш 279. |
| Ш 304 | 1948 | El Significado de la Relatividad                                                                    | Dr. Carlos E. Prelat     | Espasa-Calpe (Buenos Aires)            | Специальная and Общая теория относительности. Spanish translation of publication Ш 297. |